# Березовка (Давлекановський район)
Бере́зовка (рос. Берёзовка, башк. Березовка) — село у складі Давлекановського району Башкортостану, Росія. Входить до складу Алгинської сільської ради.
Населення — 145 осіб (2010; 129 в 2002).
Національний склад:
- росіяни — 50 %
- німці — 35 %